# Ireneia
Ireneia is een geslacht van uitgestorven weekdieren uit de klasse van de Gastropoda (slakken).

## Soorten
- Ireneia aucklandica (Clarke, 1905) †
- Ireneia tenuistriata (Semper, 1861) †
- Ireneia urenuiensis (Suter, 1917) †